# Barbarea verna
Barbarea verna là một loài thực vật có hoa trong họ Cải. Loài này được (Mill.) Asch. mô tả khoa học đầu tiên năm 1860.